# IC 3305
IC 3305 ist eine spiralförmige Zwerggalaxie vom Hubble-Typ Sa im Sternbild Jungfrau nördlich der Ekliptik. Sie ist schätzungsweise 104 Millionen Lichtjahre von der Milchstraße entfernt und hat einen Durchmesser von etwa 35.000 Lj. Die Galaxie ist unter der Katalognummer VCC 786 als Mitglied des Virgo-Galaxienhaufens gelistet.
Im selben Himmelsareal befinden sich u. a. die Galaxien NGC 4371, IC 3291, IC 3311, IC 3331.
Das Objekt wurde am 7. Mai 1904 von dem US-amerikanischen Astronomen Royal Harwood Frost entdeckt.